# Angeville
Adolphe d'Angeville, homme politique français.
Henriette d'Angeville, alpiniste franco-suisse.
Angeville est une commune française, située dans l'ouest du département de Tarn-et-Garonne en région Occitanie.
Sur le plan historique et culturel, la commune est dans la Lomagne, une ancienne circonscription de la province de Gascogne ayant titre de vicomté, surnommée « Toscane française ».
Exposée à un climat océanique altéré, elle est drainée par la Sère, le ruisseau du Gat et par divers autres petits cours d'eau.
Angeville est une commune rurale qui compte 238 habitants en 2022, après avoir connu une forte hausse de la population depuis 1975.  Elle fait partie de l'aire d'attraction de Castelsarrasin. Ses habitants sont appelés les Angevillois ou  Angevilloises.

## Géographie

### Localisation
Commune située sur la Sère, Angeville se trouve à 8 km au sud-ouest de Castelsarrasin.

### Communes limitrophes
Les communes limitrophes sont  Castelmayran, Caumont, Fajolles, Garganvillar et Saint-Arroumex.
| Caumont        | Castelmayran |              |
| Saint-Arroumex | Angeville    | Garganvillar |
|                | Fajolles     |              |

### Hydrographie

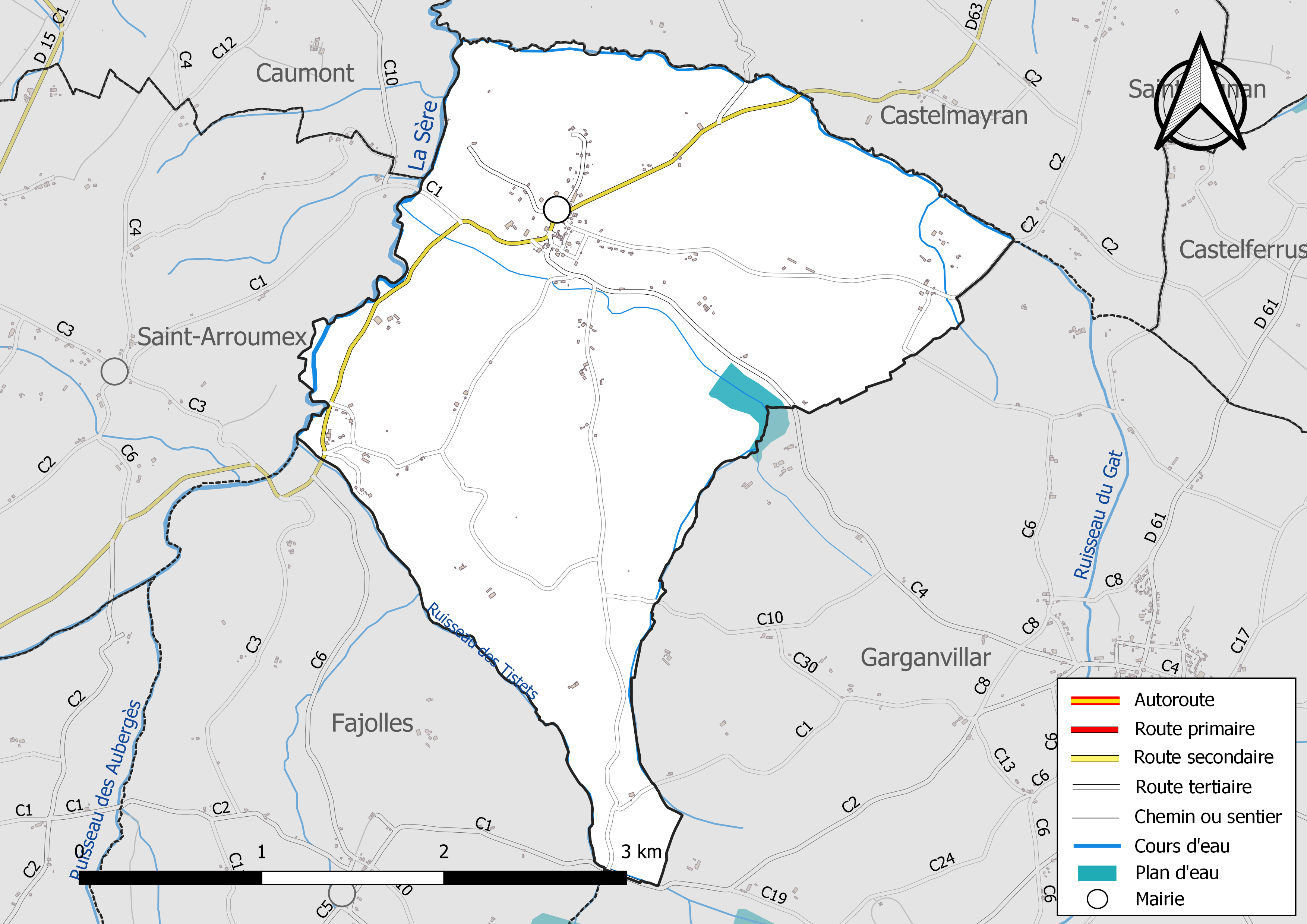
Réseaux hydrographique et routier d'Angeville.

La commune est dans le bassin versant de la Garonne, au sein du bassin hydrographique Adour-Garonne. Elle est drainée par la Sère, le ruisseau du Gat, le ruisseau des Tistets et par divers petits cours d'eau, constituant un réseau hydrographique de 10 km de longueur totale,.
La Sère, d'une longueur totale de 31,8 km, prend sa source dans la commune de Castéron et s'écoule du sud-ouest vers le nord-ouest. Elle traverse la commune et se jette dans la Garonne à Castelsarrasin, après avoir traversé 15 communes.

### Climat
Pour des articles plus généraux, voir Climat de l'Occitanie et Climat de Tarn-et-Garonne.
En 2010, le climat de la commune est de type climat océanique dégradé des plaines du Centre et du Nord, selon une étude du Centre national de la recherche scientifique s'appuyant sur une série de données couvrant la période 1971-2000. En 2020, Météo-France publie une typologie des climats de la France métropolitaine dans laquelle la commune est exposée à un climat océanique altéré et est dans la région climatique Aquitaine, Gascogne, caractérisée par une pluviométrie abondante au printemps, modérée en automne, un faible ensoleillement au printemps, un été chaud (19,5 °C), des vents faibles, des brouillards fréquents en automne et en hiver et des orages fréquents en été (15 à 20 jours).
Pour la période 1971-2000, la température annuelle moyenne est de 12,6 °C, avec une amplitude thermique annuelle de 15,9 °C. Le cumul annuel moyen de précipitations est de 737 mm, avec 9,6 jours de précipitations en janvier et 6,1 jours en juillet. Pour la période 1991-2020, la température moyenne annuelle observée sur la station météorologique de Météo-France la plus proche, « Castelsarrasin », sur la commune de Castelsarrasin à 8 km à vol d'oiseau, est de 13,6 °C et le cumul annuel moyen de précipitations est de 698,6 mm. 
La température maximale relevée sur cette station est de 43,1 °C, atteinte le 24 août 2023 ; la température minimale est de −13,8 °C, atteinte le 9 février 2012,,.
Les paramètres climatiques de la commune ont été estimés pour le milieu du siècle (2041-2070) selon différents scénarios d'émission de gaz à effet de serre à partir des nouvelles projections climatiques de référence DRIAS-2020. Ils sont consultables sur un site dédié publié par Météo-France en novembre 2022.

### Milieux naturels et biodiversité
Aucun espace naturel présentant un intérêt patrimonial n'est recensé sur la commune dans l'inventaire national du patrimoine naturel,,.

## Urbanisme

### Typologie
Au 1er janvier 2024, Angeville est catégorisée commune rurale à habitat très dispersé, selon la nouvelle grille communale de densité à sept niveaux définie par l'Insee en 2022.
Elle est située hors unité urbaine. Par ailleurs la commune fait partie de l'aire d'attraction de Castelsarrasin, dont elle est une commune de la couronne,. Cette aire, qui regroupe 6 communes, est catégorisée dans les aires de moins de 50 000 habitants,.

### Occupation des sols
L'occupation des sols de la commune, telle qu'elle ressort de la base de données européenne d’occupation biophysique des sols Corine Land Cover (CLC), est marquée par l'importance des territoires agricoles (92,9 % en 2018), en diminution par rapport à 1990 (96,3 %). La répartition détaillée en 2018 est la suivante : 
terres arables (74 %), zones agricoles hétérogènes (19 %), forêts (3,7 %), zones urbanisées (3,3 %). L'évolution de l’occupation des sols de la commune et de ses infrastructures peut être observée sur les différentes représentations cartographiques du territoire : la carte de Cassini (XVIIIe siècle), la carte d'état-major (1820-1866) et les cartes ou photos aériennes de l'IGN pour la période actuelle (1950 à aujourd'hui).

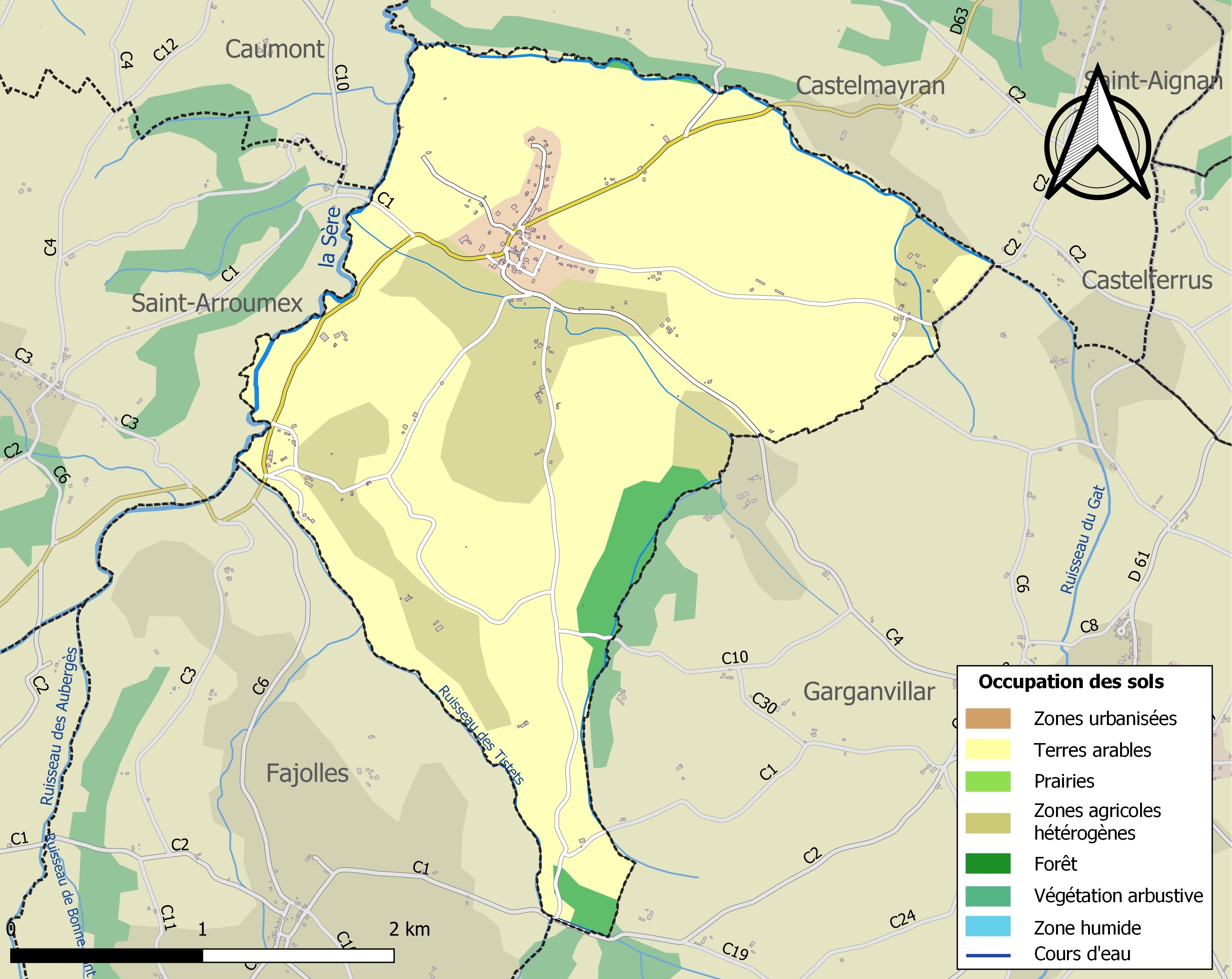
Carte des infrastructures et de l'occupation des sols de la commune en 2018 (CLC).

### Risques majeurs
Le territoire de la commune d'Angeville est vulnérable à différents aléas naturels : météorologiques (tempête, orage, neige, grand froid, canicule ou sécheresse), inondations, mouvements de terrains et séisme (sismicité très faible). Il est également exposé à deux risques technologiques,  le transport de matières dangereuses et le risque nucléaire. Un site publié par le BRGM permet d'évaluer simplement et rapidement les risques d'un bien localisé soit par son adresse soit par le numéro de sa parcelle.

#### Risques naturels
Certaines parties du territoire communal sont susceptibles d’être affectées par le risque d’inondation par débordement de cours d'eau, notamment la Sère. La cartographie des zones inondables en ex-Midi-Pyrénées réalisée dans le cadre du XIe Contrat de plan État-région, visant à informer les citoyens et les décideurs sur le risque d’inondation, est accessible sur le site de la DREAL Occitanie. La commune a été reconnue en état de catastrophe naturelle au titre des dommages causés par les inondations et coulées de boue survenues en 1982, 1993, 1996 et 1999,.
Angeville est exposée au risque de feu de forêt. Le département de Tarn-et-Garonne présentant toutefois globalement un niveau d’aléa moyen à faible très localisé, aucun Plan départemental de protection des forêts contre les risques d’incendie de forêt (PFCIF) n'a été élaboré. Le débroussaillement aux abords des maisons constitue l’une des meilleures protections pour les particuliers contre le feu,.

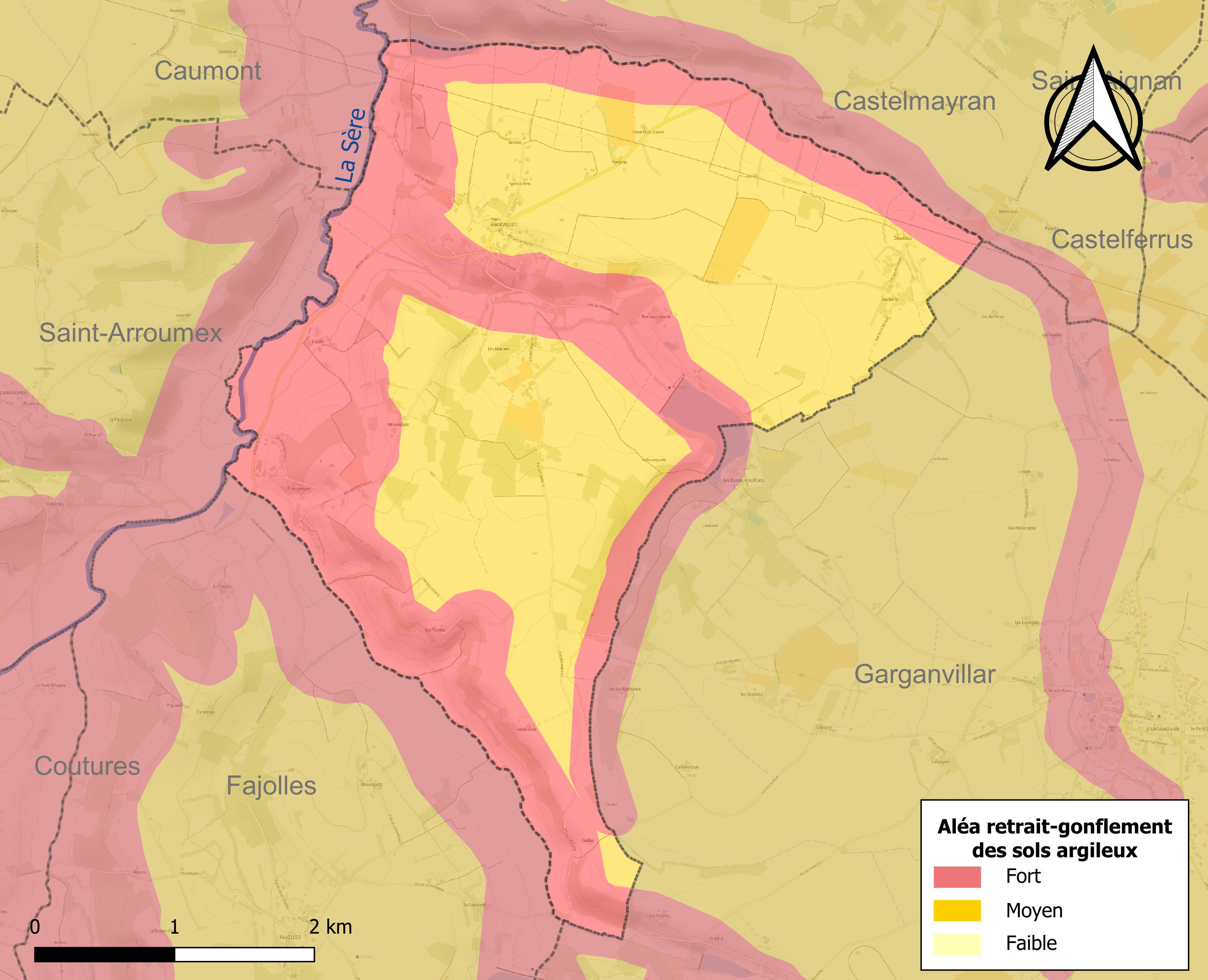
Carte des zones d'aléa retrait-gonflement des sols argileux d'Angeville.

Les mouvements de terrains susceptibles de se produire sur la commune sont des tassements différentiels.
Le retrait-gonflement des sols argileux est susceptible d'engendrer des dommages importants aux bâtiments en cas d’alternance de périodes de sécheresse et de pluie. La totalité de la commune est en aléa moyen ou fort (92 % au niveau départemental et 48,5 % au niveau national). Sur les 100 bâtiments dénombrés sur la commune en 2019, 100 sont en aléa moyen ou fort, soit 100 %, à comparer aux 96 % au niveau départemental et 54 % au niveau national. Une cartographie de l'exposition du territoire national au retrait gonflement des sols argileux est disponible sur le site du BRGM,.
Par ailleurs, afin de mieux appréhender le risque d’affaissement de terrain, l'inventaire national des cavités souterraines permet de localiser celles situées sur la commune.
Concernant les mouvements de terrains, la commune a été reconnue en état de catastrophe naturelle au titre des dommages causés par la sécheresse en 1989, 1992, 1998, 2003 et 2011 et par des mouvements de terrain en 1999.

#### Risques technologiques
Le risque de transport de matières dangereuses sur la commune est lié à sa traversée par des infrastructures routières ou ferroviaires importantes ou la présence d'une canalisation de transport d'hydrocarbures. Un accident se produisant sur de telles infrastructures est susceptible d’avoir des effets graves sur les biens, les personnes ou l'environnement, selon la nature du matériau transporté. Des dispositions d’urbanisme peuvent être préconisées en conséquence.
En cas d’accident grave, certaines installations nucléaires sont susceptibles de rejeter dans l’atmosphère de l’iode radioactif. La commune étant située dans le périmètre de sûreté de 20 km autour de la centrale nucléaire de Golfech, elle est exposée au risque nucléaire. En cas d'accident nucléaire, une alerte est donnée par différents médias (sirène, sms, radio, véhicules). Dès l'alerte, les personnes habitant dans le périmètre de 2 km se mettent à l'abri. Les personnes habitant dans le périmètre de 20 km peuvent être amenées, sur ordre du préfet, à évacuer et ingérer des comprimés d'iode,,.

## Histoire
Angeville serait une bastide fondée en 1267 par le sénéchal Eustache de Beaumarchais.
En 1367, Talleyrand, vicomte de Périgord, et l'abbé de Belleperche, en qualité de coseigneurs, permirent aux habitants d'Angeville de construire un fort auprès de l'église. Ceux-ci s'engagèrent à y entretenir une garde de quatre hommes armés la nuit et de deux le jour, plus un homme pour faire le guet.

Ceux qui manqueraient à l'appel devaient encourir une amende de deux croisés dont bénéficieraient leurs remplaçants

## Politique et administration
| Période                                  | Période  | Identité                  | Étiquette | Qualité             |
| ---------------------------------------- | -------- | ------------------------- | --------- | ------------------- |
| 1895                                     | 1919     | Alexandre Adrien Fontanie |           |                     |
| 1919                                     | 1929     | Ulysse Fallières          |           |                     |
| 1929                                     | 1962     | Martial Maynard           |           |                     |
| 1962                                     | 1977     | Elie Valentin             |           |                     |
| 1977                                     | 2014     | Christian Lacassagne      |           | Exploitant agricole |
| 2014                                     | 2020     | Jacques Jaubert           | DVD       | Artisan             |
| 2020                                     | En cours | Jean-Luc Crubilé          |           | Agriculteur         |
| Les données manquantes sont à compléter. |          |                           |           |                     |

## Démographie
L'évolution du nombre d'habitants est connue à travers les recensements de la population effectués dans la commune depuis 1793. Pour les communes de moins de 10 000 habitants, une enquête de recensement portant sur toute la population est réalisée tous les cinq ans, les populations de référence des années intermédiaires étant quant à elles estimées par interpolation ou extrapolation. Pour la commune, le premier recensement exhaustif entrant dans le cadre du nouveau dispositif a été réalisé en 2006.

En 2022, la commune comptait 238 habitants, en évolution de −0,42 % par rapport à 2016 (Tarn-et-Garonne : +3,12 %, France hors Mayotte : +2,11 %).
| 1793 | 1800 | 1806 | 1821 | 1831 | 1836 | 1841 | 1846 | 1851 |
| ---- | ---- | ---- | ---- | ---- | ---- | ---- | ---- | ---- |
| 370  | 366  | 389  | 405  | 409  | 414  | 368  | 368  | 374  |

| 1856 | 1861 | 1866 | 1872 | 1876 | 1881 | 1886 | 1891 | 1896 |
| ---- | ---- | ---- | ---- | ---- | ---- | ---- | ---- | ---- |
| 368  | 377  | 351  | 342  | 340  | 341  | 322  | 274  | 289  |

| 1901 | 1906 | 1911 | 1921 | 1926 | 1931 | 1936 | 1946 | 1954 |
| ---- | ---- | ---- | ---- | ---- | ---- | ---- | ---- | ---- |
| 285  | 251  | 241  | 224  | 229  | 215  | 192  | 194  | 190  |

| 1962 | 1968 | 1975 | 1982 | 1990 | 1999 | 2006 | 2011 | 2016 |
| ---- | ---- | ---- | ---- | ---- | ---- | ---- | ---- | ---- |
| 166  | 157  | 133  | 138  | 165  | 169  | 183  | 221  | 239  |

| 2021 | 2022 | - | - | - | - | - | - | - |
| ---- | ---- | - | - | - | - | - | - | - |
| 242  | 238  | - | - | - | - | - | - | - |

## Économie

### Revenus
En 2018, la commune compte 88 ménages fiscaux, regroupant 236 personnes. La médiane du revenu disponible par unité de consommation est de 20 530 € (20 140 € dans le département).

### Emploi
|                | 2008  | 2013   | 2018   |
| -------------- | ----- | ------ | ------ |
| Commune        | 5,8 % | 3 %    | 8,8 %  |
| Département    | 8,4 % | 10,2 % | 10,3 % |
| France entière | 8,3 % | 10 %   | 10 %   |

En 2018, la population âgée de 15 à 64 ans s'élève à 151 personnes, parmi lesquelles on compte 76,9 % d'actifs (68 % ayant un emploi et 8,8 % de chômeurs) et 23,1 % d'inactifs,. Depuis 2008, le taux de chômage communal (au sens du recensement) des 15-64 ans est inférieur à celui de la France et du département.
La commune fait partie de la couronne de l'aire d'attraction de Castelsarrasin, du fait qu'au moins 15 % des actifs travaillent dans le pôle,. Elle compte 39 emplois en 2018, contre 50 en 2013 et 33 en 2008. Le nombre d'actifs ayant un emploi résidant dans la commune est de 105, soit un indicateur de concentration d'emploi de 37,6 % et un taux d'activité parmi les 15 ans ou plus de 62,5 %.
Sur ces 105 actifs de 15 ans ou plus ayant un emploi, 22 travaillent dans la commune, soit 21 % des habitants. Pour se rendre au travail, 82,4 % des habitants utilisent un véhicule personnel ou de fonction à quatre roues, 1 % les transports en commun, 4 % s'y rendent en deux-roues, à vélo ou à pied et 12,7 % n'ont pas besoin de transport (travail au domicile).

### Activités hors agriculture
10 établissements sont implantés  à Angeville au 31 décembre 2019.
Le secteur de la construction est prépondérant sur la commune puisqu'il représente 40 % du nombre total d'établissements de la commune (4 sur les 10 entreprises implantées  à Angeville), contre 14,9 % au niveau départemental.

### Agriculture
La commune est dans la Lomagne, une petite région agricole située dans le sud-ouest du département de Tarn-et-Garonne. En 2020, l'orientation technico-économique de l'agriculture  sur la commune est la polyculture et/ou le polyélevage. 
|               | 1988 | 2000 | 2010 | 2020 |
| ------------- | ---- | ---- | ---- | ---- |
| Exploitations | 21   | 14   | 12   | 10   |
| SAU (ha)      | 615  | 680  | 584  | 501  |

Le nombre d'exploitations agricoles en activité et ayant leur siège dans la commune est passé de 21 lors du recensement agricole de 1988  à 14 en 2000 puis à 12 en 2010 et enfin à 10 en 2020, soit une baisse de 52 % en 32 ans. Le même mouvement est observé à l'échelle du département qui a perdu pendant cette période 57 % de ses exploitations,. La surface agricole utilisée sur la commune a également diminué, passant de 615 ha en 1988 à 501 ha en 2020. Parallèlement la surface agricole utilisée moyenne par exploitation a augmenté, passant de 29 à 50 ha.

## Culture locale et patrimoine

### Lieux et monuments

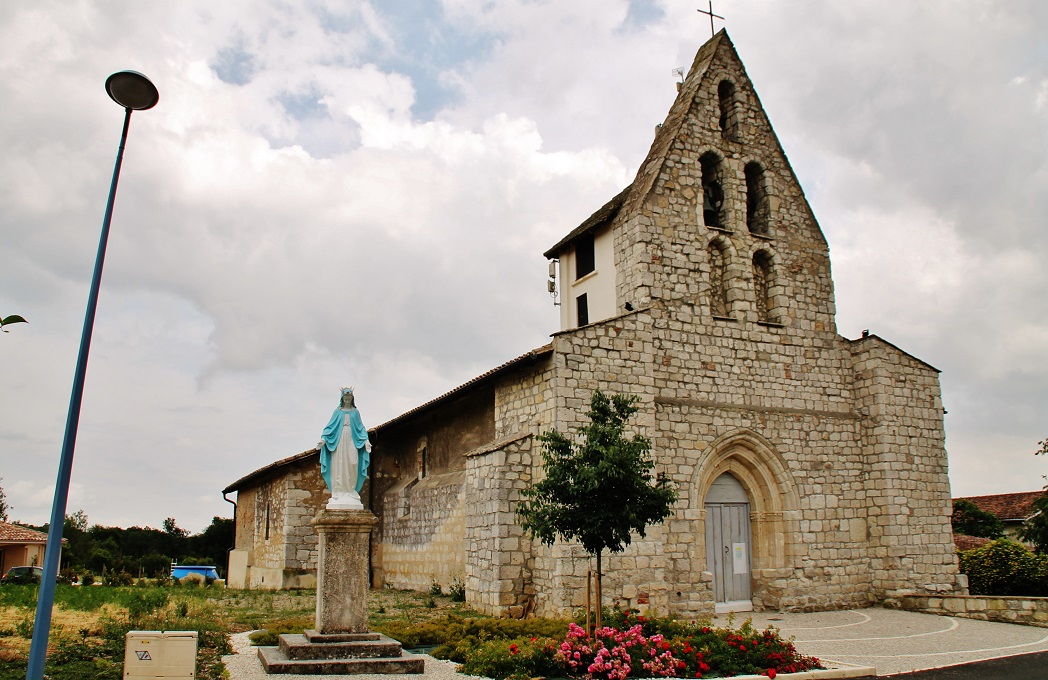
L'église Saint-Pierre.

- Église paroissiale Saint-Pierre.

### Personnalités liées à la commune
- Robert II d'Harcourt
- Richard d'Harcourt

## Héraldique
| Blason de Angeville | Blason  | De gueules à la croix cléchée, vidée et pommetée de douze pièces d'or; au chef d'or chargé de l'inscription « ANGEVILLE » en lettres capitales de sable. |
| Blason de Angeville | Détails | Le statut officiel du blason reste à déterminer. |

## Pour approfondir